# マー・ア・ラゴ
マー・ア・ラゴ (マールアラーゴ、マララーゴ、マーラ・ラゴ、英語: Mar-a-Lago [ˌmɑɹ.əˈlɑː.goʊ]) はアメリカ合衆国フロリダ州パームビーチにあるアメリカ合衆国国定歴史建造物で、第45・47代アメリカ合衆国大統領であるドナルド・トランプの別荘である。1924年から1927年にかけてフロリダの女性商人であるマージョリー・メリウェザー・ポストによって建設された。ポストはマー・ア・ラゴがアメリカ合衆国大統領や政府高官らの冬のあいだの別荘として使えるように構想しており、1973年の死後、国に寄贈された。しかしその後の大統領らはマー・ア・ラゴを使用することがなく、1980年にポスト一族に返還された。
110,000-平方フート (10,000 m2)の敷地内には126の部屋やマー・ア・ラゴクラブ、アメニティなども兼ね備えたホテルさながらの客室やスパなどもある。トランプ一家は敷地内の独立したプライベート区域に滞在する。

## 語源
マー・ア・ラゴはスペイン語であり、英語でSea to Lakeという意味である。

## 歴史

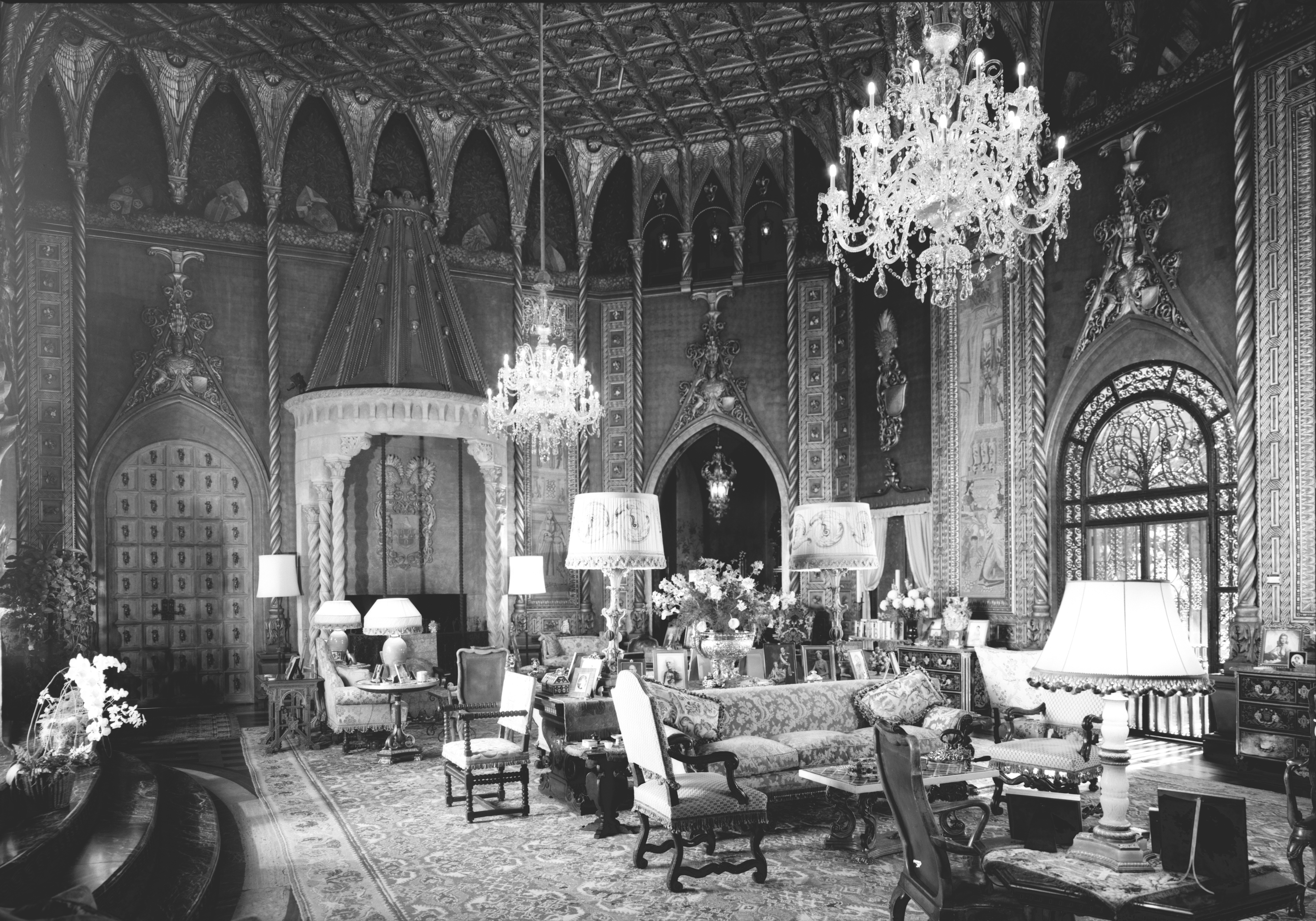
1967年に撮影されたリビングルームの様子

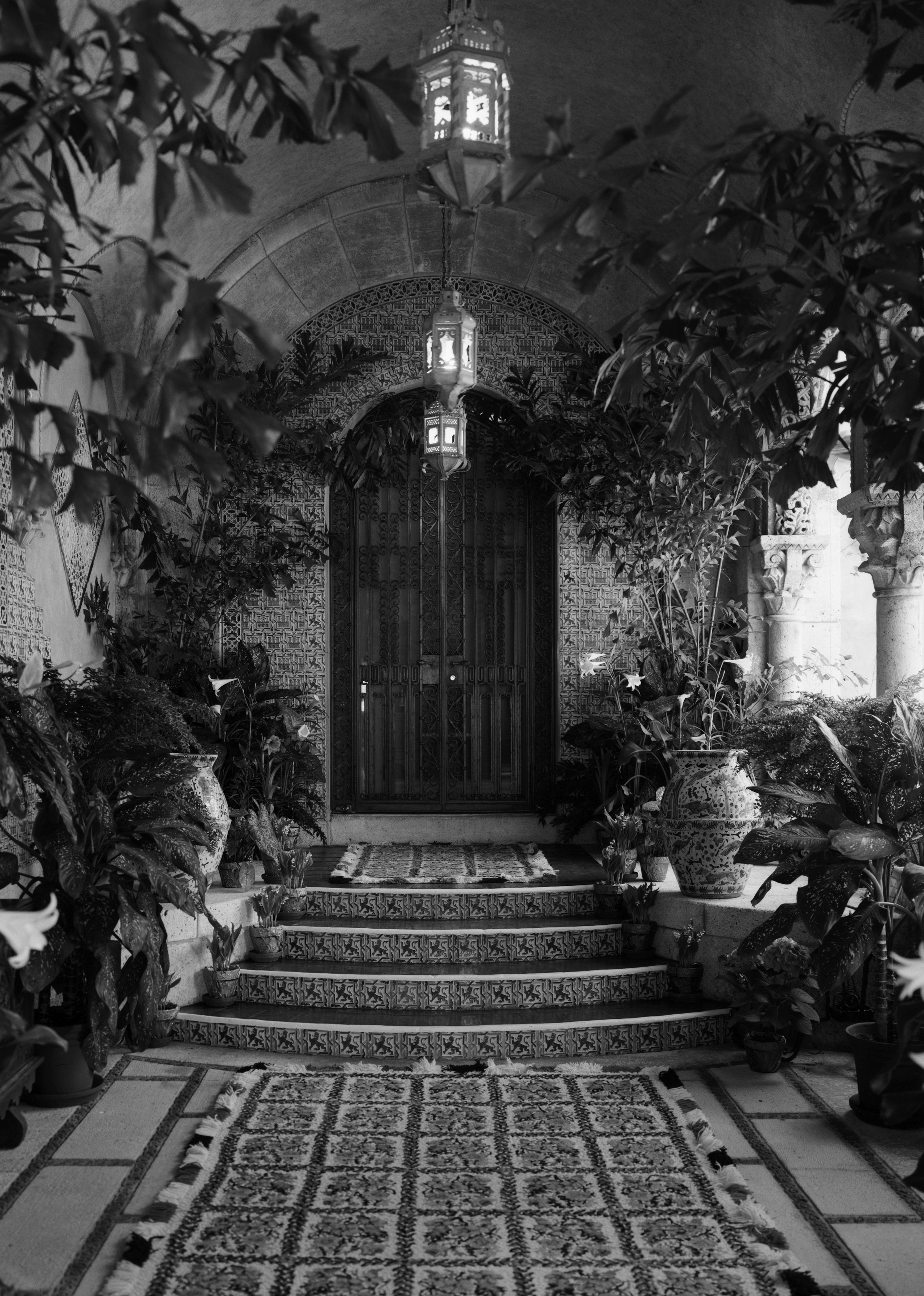
オーナーズスイートのエントランス

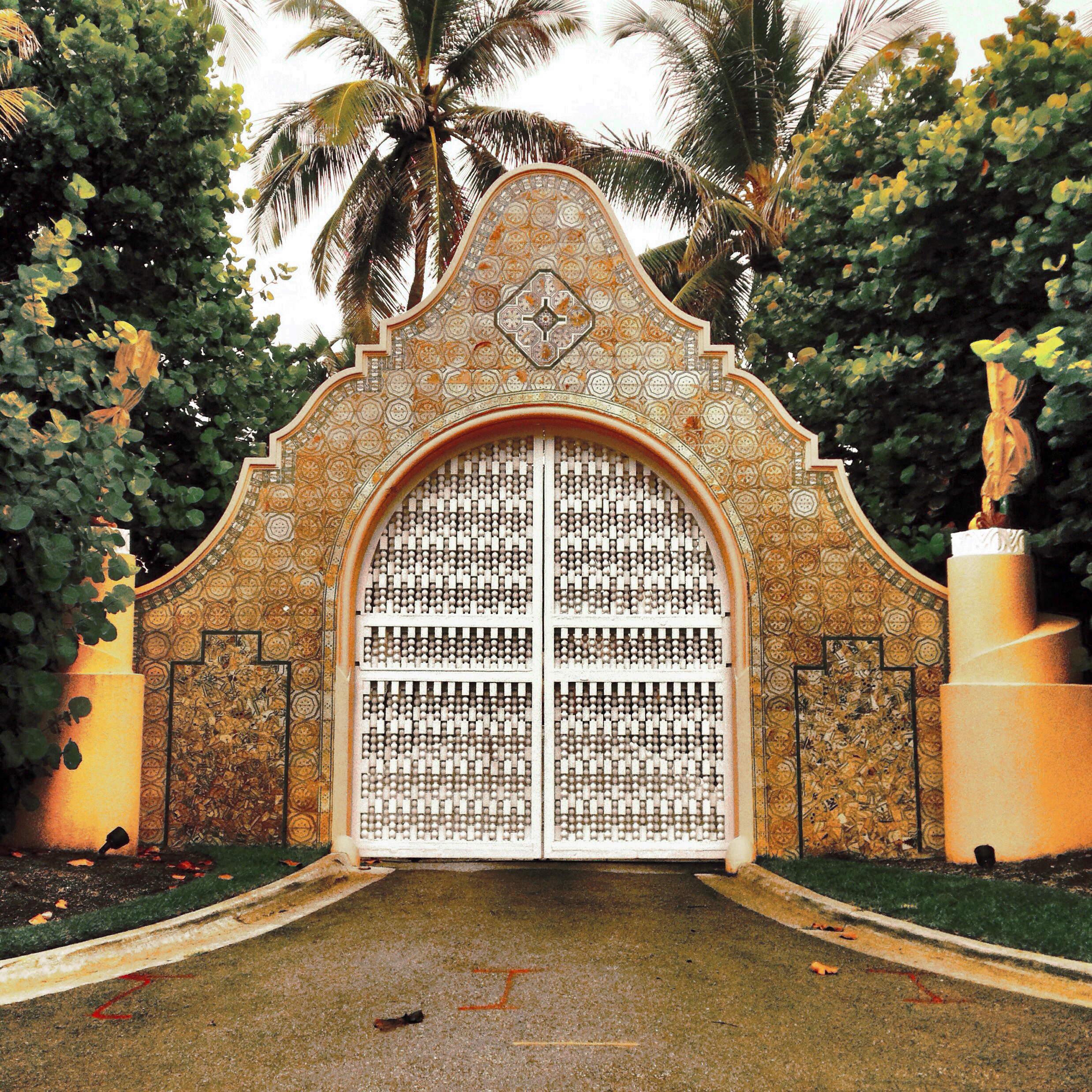
2014年現在のエントランスの様子

マージョリー・メリウェザー・ポストは夫であるエドワード・フランシス・ハットン（金融家でバーバラ・ハットンの伯父でもある）とともにマー・ア・ラゴを建設した。夫妻はマリオン・シムズ・ワイエスをデザイン担当として雇い、ジョセフ・アーバンをインテリアや内装のデザイン担当として雇った。ポストは生前、マー・ア・ラゴがキャンプ・デービッドのように大統領の別荘として使用されることを望んでいたため、1973年にポストが死去したのち、遺族はマー・ア・ラゴを政府に寄贈した。リチャード・ニクソン大統領は冬の間、温暖なフロリダで冬を過ごすことを好んだが、ジミー・カーター大統領はあまり好まなかった。
さらにマー・ア・ラゴは税金と維持費で年間百万ドルがかかるため、政府は財政削減の一環で1981年にマー・ア・ラゴをポスト財団に返還し、その後2000万ドルで売りに出された。 ポストの娘である女優のダイナ・メリルとほかの二人の娘たちは、物件が売れることを期待して不動産を所有していなかった。彼女たちは1980年に国定歴史建造物に指定されていたマー・ア・ラゴを取り壊し、跡地に住宅街を建てることを市が承認するよう多少、望んでいた。

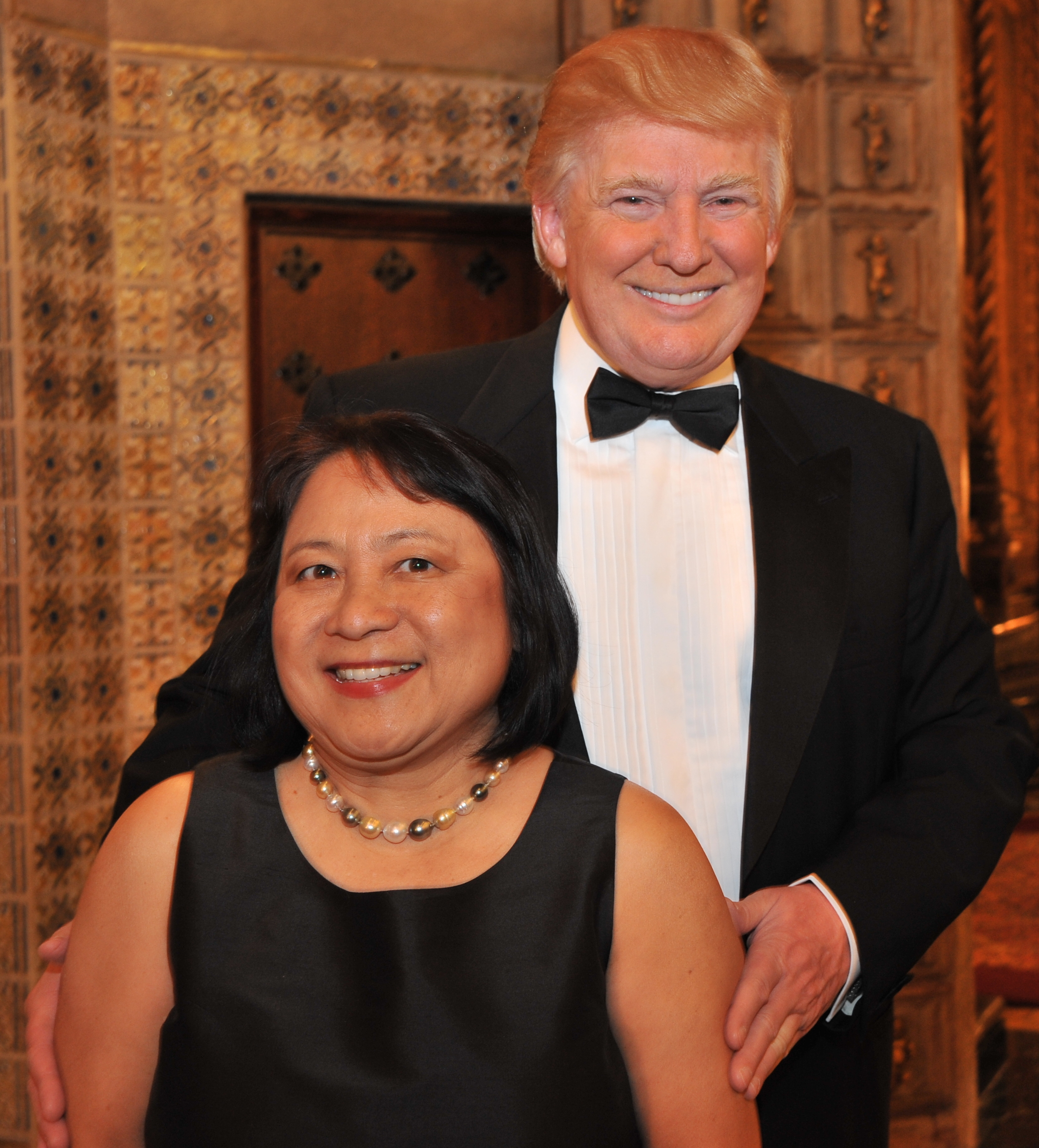
2012年にマー・ア・ラゴで開催されたチャリティーイベントで参加者と記念撮影するドナルド・トランプ

ドナルド・トランプはパームビーチに別荘を持つことを望み、物件を探していた。トランプは家族のために沿岸にある2つのペンションを統合して購入することを販売者に持ちかけたが、販売者だけでなく地元からも反発があり、失敗した。その後、トランプは不動産を学び、売りに出されていたマー・ア・ラゴを1500万ドルで購入することをポスト財団に持ちかけた。しかしポスト財団はこれを拒否した。これに対しトランプが反発し、「売らなければマー・ア・ラゴの美しい眺望を阻止する」と脅し、1985年12月、最終的にポスト財団はトランプの提示した800万ドルという購入額を受け入れた。 購入後、トランプは大規模な改築を行い、新たに1900平方メートルのパーティー会場 や58のベッドルームと33のバスルーム、8.8mのピエトラ・ドゥーラ大理石のダイニングテーブルや12の暖炉、3つの防護シェルターなどを設置した。
1990年代初め、トランプは財政難に陥った。トランプは銀行家と交渉し、パームビーチの住民を警戒するため、マー・ア・ラゴの資産を細分化しようとしたものの、市議会がその計画を拒否した。トランプは代わりに、マー・ア・ラゴを別荘としてだけでなく、プライベートクラブとしても運営することを決めた。彼はパームビーチにそれまであったバースアンドテニスクラブやエバーグレイズクラブとは異なり、ユダヤ人や黒人、さらにトランプのように自分自身に注意を喚起しようとする人(エバーグレイズクラブのメンバーが言ったように）をメンバーとして受け入れるクラブを設立した。セリーヌ・ディオンとビリー・ジョエルが新しいこのクラブでコンサートを主催した際、地元の騒音規制に違反したとされている。またマイケル・ジャクソンとリサ・マリー・プレスリーは新婚旅行の際にマー・ア・ラゴを利用した
。
2012年4月18日、アメリカ建築家協会のフロリダ支部は"Florida Architecture"で、マー・ア・ラゴを5位に選んだ。
マー・ア・ラゴでは毎年、赤十字の大規模な舞踏会が開催されている。これはアメリカ赤十字社のミッションを実現するために、世界中の社交界のメンバーや大使らが集まるパーティーでポストによって創設された。2017年、トランプが大統領に就任したことにより、ポストの「マー・ア・ラゴが大統領の別荘として使われる」という長年の夢がポストの死後40年近く経って叶うことになった。
2017年1月18日、トランプは正式にマー・ア・ラゴを「Winter White House(冬の間のホワイトハウス※大統領の別荘)」とすることを発表した。。
2022年8月8日、トランプが大統領退任後に機密書類を持ち出した容疑で連邦捜査局の家宅捜索を受けた。

## ウィンター・ホワイトハウス

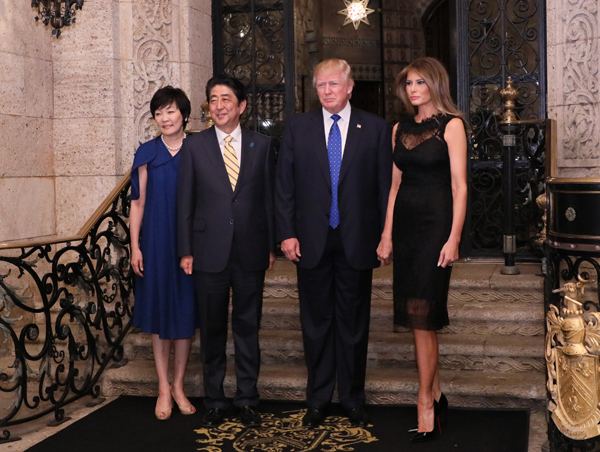
トランプと安倍晋三（2017年）

- 2017年2月3日、ドナルド・トランプ大統領は大統領就任後初めて、ウィンター・ホワイトハウスであるマー・ア・ラゴを訪問し、2月6日まで滞在した。滞在中、 マー・ア・ラゴクラブで、ダイアモンド・レッドクロス・パーティーを開催したり、スーパーボウルの試合を観戦した。
- 同年2月10日、日本の安倍晋三首相が訪米し、ワシントンで日米首脳会談を行った。その後トランプ大統領と安倍総理は飛行機でマー・ア・ラゴに向かい、二日間にわたりゴルフなどで親睦を深めた[23]。
- 同年4月6日、中華人民共和国の習近平国家主席・共産党総書記が訪米し、マー・ア・ラゴで米中首脳会談を行った。初日は晩餐会のみで、2日目は周辺を散策しながらの会話や昼食会などで親睦を深めた[24]。また、晩餐会と同時刻に決行した米軍のシリア攻撃のブリーフィングもマー・ア・ラゴで行われた[25]。

## マー・ア・ラゴ クラブ

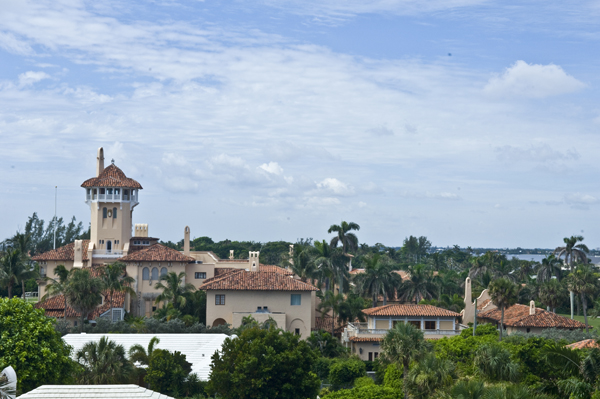
マー・ア・ラゴ（2009年）

マー・ア・ラゴを運営していくための事業の大部分は、会員制のマー・ア・ラゴ クラブのメンバーのためのリゾートやホテル業で、会員のプライベートなイベントのための会場としても貸し出している。会員になるためには2017年1月現在、20万ドルの入会費(それ以前は10万ドルだったが、トランプの大統領就任後値上げされた)と1万4000ドルの年会費が必要である。また宿泊費は一泊2000ドルである。ドナルド・トランプが開示した財務状況申告書によれば2015年6月から2016年5月までの1年間で2970万ドルの収益があった。
会員には、後に性的搾取目的の人身取引などの罪で起訴されたジェフリー・エプスタインもいた。トランプはクラブ会員であるエプスタインと親交があったが、エプスタインがクラブの人材の引き抜きを続けたため、変質者としてクラブから追放したと述べている。

## 訴訟

### 星条旗掲揚問題
2006年10月3日、トランプは24メートルの旗竿に6.1メートル×9.1メートルの星条旗を掲揚した。これに対し、地元の地域管理者がトランプ側に対し、旗竿の高さは13メートルまでと定めた地域の条例を遵守するよう求めた。パームビーチの議会はこれに続くように、トランプが旗を掲げ続けるならば、罰金として一日あたり1250ドルを徴収すると決めた。これに対しトランプはパームビーチの町を相手取り、訴訟したものの、敗訴した。しかし同時に町も罰金を徴収することを放棄した。裁判所による調停の結果、トランプは許可書を提出し、もとの長さから3メートル旗竿は短くなり、掲揚台も別の場所に移動させられたものの、旗を掲揚し続けることが可能になった。裁判所の調停による町とトランプとの協定にはこのほかにも、トランプが退役軍人の慈善団体に10万ドルを寄付することや、町が町に居住している人以外でもパームビーチのクラブに入会できるように条例を変更することなどが盛り込まれた。2016年の大統領選挙でトランプが勝利したため、以後、トランプはどのサイズの旗でも掲揚することができるようになった。

### パームビーチ提訴
パームビーチは黒人やユダヤ人に対しても解放しているマー・ア・ラゴに対して反発しているが、これは町による人種差別だとして、1997年12月にトランプはフロリダ州南部地区の連邦地方裁判所に提訴した。

### 飛行問題
トランプはパームビーチ国際空港に離着陸する飛行機がマー・ア・ラゴに対して騒音などの悪影響を与えているとして何度も訟訴している。
最初の訟訴を行ったのは1995年で、その際は連邦航空局が騒音の大きなジェット機の飛行ルートを変更し、騒音が集中しないよう、航空機を分散化させることで和解した。 和解策のひとつとして、トランプはパームビーチ郡から215エーカーの土地をリースし、18ホールあるトランプ・インターナショナル・ゴルフクラブを建設した。 2010年7月、トランプはパームビーチ国際空港が二本目の滑走路を建設することに反対し、訟訴した。しかしこの裁判はトランプ側の敗訴で終わっている。
2015年1月、トランプはパームビーチ郡がFAAに対し、パームビーチ国際空港へ離着陸する航空機を「故意かつ悪意的」にマー・ア・ラゴに誘導するよう圧力をかけたため、不合理な量の騒音と排出ガス、汚染物質が発生しているとして100万ドルの損害賠償を求め、三度目の訟訴をおこなった。
2015年11月、 フロリダ州の連邦控訴裁判所は大半のトランプ側の訴えを棄却し、6つの要求のうち2つだけを正式な訴えとして認めた。 トランプは大統領選に勝利した後、新たにFAAが設定した飛行ルートにマー・ア・ラゴが含まれていないことから、訴えを取り下げた。2017年1月、パームビーチ郡は、トランプが勝利し、マー・ア・ラゴにマリーンワンなどのヘリコプターが着陸する必要性が生じるため、これまで禁止していた居住地への離着陸をマー・ア・ラゴに限り許可する決定を下した。

## 関連資料
- Florida. DK Eyewitness Travel Guides. 2004. p. 117.
- Blair, Gwenda (2000). The Trumps. p. 364.